# 콩고 분지

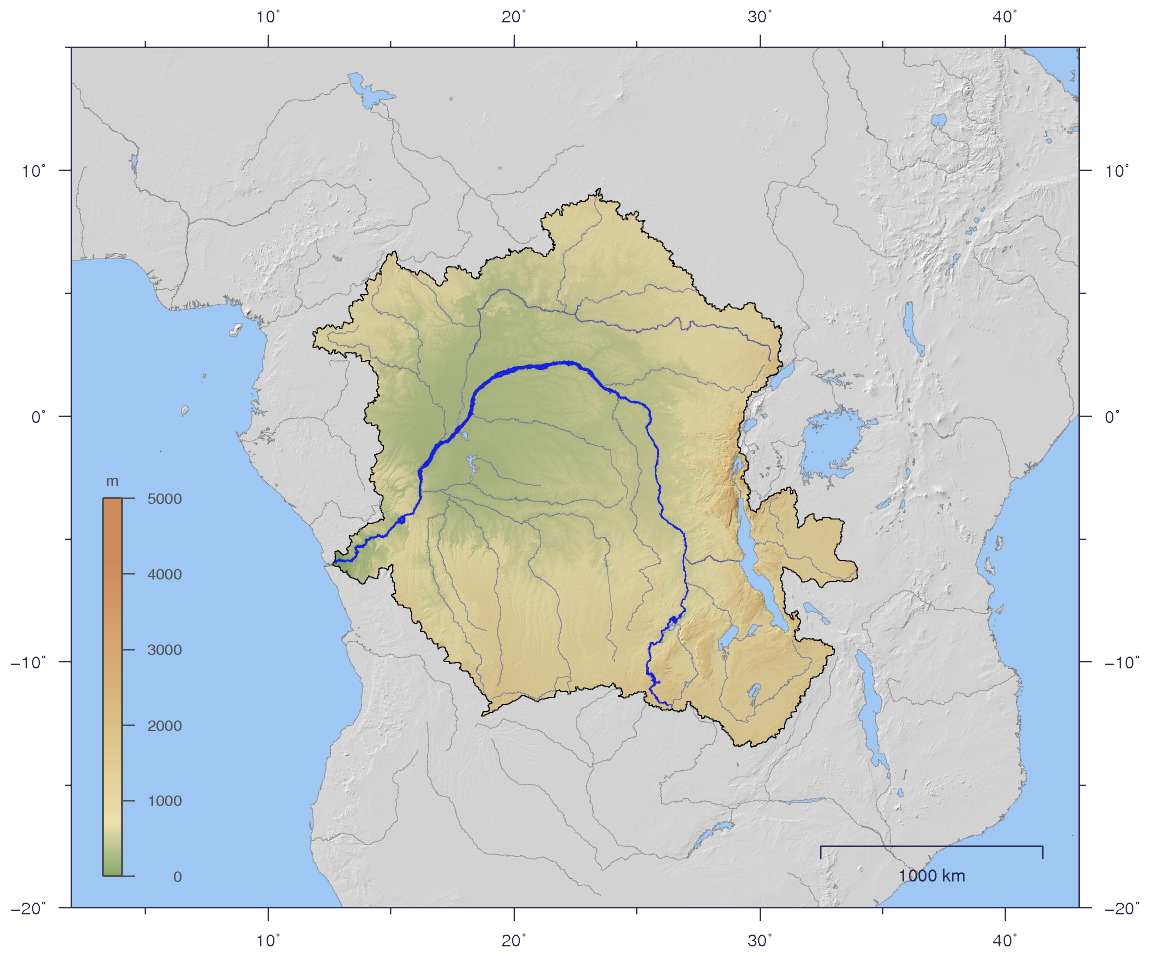
콩고 강 유역의 지형도

콩고 분지의 위치

콩고 분지(Congo Basin)는 아프리카 중서부 적도 아래 콩고강 유역에 있는 분지이다. 콩고 공화국과 콩고 민주 공화국에 해당하며, 전체에 걸쳐 열대 우림이 퍼져 있다.

## 같이 보기
- 사하라 사막
- 빅토리아 호수